# Tenascine-x
Tenascine-x is een onderdeel van de collageensynthese, waarbij collageen uit polypeptide-alfa-ketens wordt gevormd. Bij het syndroom van Ehlers-Danlos wordt geen tenascine-x meer aangemaakt, wat een onstabiel bindweefsel veroorzaakt. Bindweefsel bestaat voornamelijk uit collageen en elastine. Elastine kan tot anderhalfmaal de originele lengte uitrekken. Bij het syndroom van Ehlers-Danlos neemt de elasticiteit dus de overhand en kan de huid enkele centimeters worden opgerekt.